# Луис Рамирес де Лусена
Луис Рамирес де Лусена е водещ испански шахматист. Автор е на най-старата съществуваща печатна шахматна книга, „Repetición de Amores y Arte de Ajedrez con ci Iuegos de Partido“, публикувана в Саламанка през 1497 г. Книгата съдържа анализи на единайдесет дебюти, както и множество елементарни грешки, което кара шахматния историк Харолд Мъри да предположи, че книгата е изготвена набързо. „Repetición de Amores y Arte de Ajedrez con ci Iuegos de Partido“ е написана, когато правилата на шахмата придобиват съвременната си форма и някои от 150 позиции в книгата са от стари партии, а някои от по-новите. Съществуват по-малко от дузина копия на книгата.
Позиция Лусена е кръстена на испанеца, въпреки че тя не е упомената в книгата му. (За първи път ситуацията е описана през 1634 г. от италианеца Алесандро Салвио). В книгата на испанеца е публикуван популярния Задушен мат.